# Giro di Vallonia 2020
Il Giro di Vallonia 2020, quarantasettesima edizione della corsa, valevole come diciassettesima prova dell'UCI ProSeries 2020 categoria 2.Pro, previsto inizialmente dal 18 al 22 luglio 2020, è stato posticipato a causa della pandemia di COVID-19 del 2019-2021; si è svolto in 4 tappe dal 16 al 19 agosto 2020 su un percorso di 750,7 km, con partenza da Soignies e arrivo a Érezée, in Belgio. La vittoria è stata appannaggio del francese Arnaud Démare, che ha completato il percorso in 17h 48' 51", precedendo i belgi Greg Van Avermaet e Amaury Capiot.
Al traguardo di Érezée sono stati 123 i ciclisti, dei 153 partiti da Soignies, che hanno portato a termine la competizione.

## Tappe
| Tappa  | Data      | Percorso                       | km    | Vincitore di tappa | Leader cl. generale |
| ------ | --------- | ------------------------------ | ----- | ------------------ | ------------------- |
| 1ª     | 16 agosto | Soignies > Templeuve-en-Pévèle | 187   | Caleb Ewan         | Caleb Ewan          |
| 2ª     | 17 agosto | Frasnes-lez-Anvaing > Wavre    | 172,3 | Arnaud Démare      | Caleb Ewan          |
| 3ª     | 18 agosto | Plombières > Visé              | 192   | Sam Bennett        | Arnaud Démare       |
| 4ª     | 19 agosto | Blegny > Érezée                | 199,4 | Arnaud Démare      | Arnaud Démare       |
| Totale | Totale    | Totale                         | 750,7 |                    |                     |

## Squadre e corridori partecipanti
| N.      | Cod. | Squadra                |
| ------- | ---- | ---------------------- |
| 1-7     | CWG  | Circus-Wanty Gobert    |
| 11-17   | ALM  | AG2R La Mondiale       |
| 21-27   | TBM  | Bahrain-McLaren        |
| 31-37   | CCC  | CCC Team               |
| 41-47   | DQT  | Deceuninck-Quick Step  |
| 51-57   | GGC  | Groupama-FDJ           |
| 61-67   | ISN  | Israel Start-Up Nation |
| 71-77   | LTS  | Lotto Soudal           |
| 81-87   | NTT  | NTT Pro Cycling Team   |
| 91-97   | INE  | Team Ineos             |
| 101-107 | AFC  | Alpecin-Fenix          |

| N.      | Cod. | Squadra                     |
| ------- | ---- | --------------------------- |
| 111-116 | BVC  | B&B Hotels-Vital Concept    |
| 121-127 | WVA  | Bingoal-Wallonie Bruxelles  |
| 131-137 | BBH  | Burgos-BH                   |
| 141-147 | RIW  | Riwal Readynez Cycling Team |
| 151-156 | SVB  | Sport Vlaanderen-Baloise    |
| 161-167 | ARK  | Team Arkéa-Samsic           |
| 171-177 | TDE  | Total Direct Énergie        |
| 181-187 | HBA  | Hagens Berman Axeon         |
| 191-197 | PSB  | Pauwels Sauzen-Bingoal      |
| 201-207 | TIS  | Tarteletto-Isorex           |
| 211-217 | TFL  | Telenet Lions               |

## Dettagli delle tappe

### 1ª tappa
- 16 agosto: Soignies > Templeuve-en-Pévèle – 187 km

Risultati
| Pos. | Corridore   | Squadra    | Tempo    |
| ---- | ----------- | ---------- | -------- |
| 1    | Caleb Ewan  | Lotto      | 4h17'20" |
| 2    | Sam Bennett | Deceuninck | s.t.     |
| 3    | Tim Merlier | Alpecin    | s.t.     |

| Pos. | Corridore      | Squadra | Tempo    |
| ---- | -------------- | ------- | -------- |
| 1    | Caleb Ewan     | Lotto   | 4h17'10" |
| 2    | Dries De Bondt | Alpecin | a 2"     |
| 3    | Jens Reynders  | Hagens  | a 3"     |

### 2ª tappa
- 17 agosto: Frasnes-lez-Anvaing > Wavre – 172,3 km

Risultati
| Pos. | Corridore     | Squadra  | Tempo    |
| ---- | ------------- | -------- | -------- |
| 1    | Arnaud Démare | Groupama | 3h57'59" |
| 2    | Caleb Ewan    | Lotto    | s.t.     |
| 3    | Daniel McLay  | Arkéa    | s.t.     |

| Pos. | Corridore      | Squadra  | Tempo    |
| ---- | -------------- | -------- | -------- |
| 1    | Caleb Ewan     | Lotto    | 8h15'03" |
| 2    | Dries De Bondt | Alpecin  | a 2"     |
| 3    | Arnaud Démare  | Groupama | a 6"     |

### 3ª tappa
- 18 agosto: Plombières > Visé – 192 km

Risultati
| Pos. | Corridore      | Squadra    | Tempo    |
| ---- | -------------- | ---------- | -------- |
| 1    | Sam Bennett    | Deceuninck | 4h42'25" |
| 2    | Arnaud Démare  | Groupama   | s.t.     |
| 3    | John Degenkolb | Lotto      | s.t.     |

| Pos. | Corridore     | Squadra   | Tempo     |
| ---- | ------------- | --------- | --------- |
| 1    | Arnaud Démare | Groupama  | 12h57'28" |
| 2    | Amaury Capiot | Sport Vl. | a 16"     |
| 3    | James Fouché  | Hagens    | s.t.      |

### 4ª tappa
- 19 agosto: Blegny > Érezée – 199,4 km

Risultati
| Pos. | Corridore         | Squadra  | Tempo    |
| ---- | ----------------- | -------- | -------- |
| 1    | Arnaud Démare     | Groupama | 4h51'33" |
| 2    | Philippe Gilbert  | Lotto    | s.t.     |
| 3    | Greg Van Avermaet | CCC      | s.t.     |

| Pos. | Corridore         | Squadra   | Tempo     |
| ---- | ----------------- | --------- | --------- |
| 1    | Arnaud Démare     | Groupama  | 17h48'51" |
| 2    | Greg Van Avermaet | CCC       | a 20"     |
| 3    | Amaury Capiot     | Sport Vl. | a 25"     |

## Evoluzione delle classifiche
| Tappa              | Vincitore          | Classifica generale Maglia gialla | Classifica a punti Maglia verde | Classifica scalatori Maglia bianca | Classifica giovani Maglia rossa | Classifica sprint intermedi Maglia viola | Classifica a squadre  | Combattività      |
| ------------------ | ------------------ | --------------------------------- | ------------------------------- | ---------------------------------- | ------------------------------- | ---------------------------------------- | --------------------- | ----------------- |
| 1ª                 | Caleb Ewan         | Caleb Ewan                        | Caleb Ewan                      | Tom Paquot                         | Jens Reynders                   | Dries De Bondt                           | AG2R La Mondiale      | Edward Planckaert |
| 2ª                 | Arnaud Démare      | Caleb Ewan                        | Caleb Ewan                      | Tom Paquot                         | Jens Reynders                   | Dries De Bondt                           | AG2R La Mondiale      | Gianni Marchand   |
| 3ª                 | Sam Bennett        | Arnaud Démare                     | Arnaud Démare                   | Michał Gołaś                       | James Fouché                    | Dries De Bondt                           | Deceuninck-Quick Step | Carlos Canal      |
| 4ª                 | Arnaud Démare      | Arnaud Démare                     | Arnaud Démare                   | Michał Gołaś                       | Jhonatan Narváez                | Dries De Bondt                           | AG2R La Mondiale      | Tom Paquot        |
| Classifiche finali | Classifiche finali | Arnaud Démare                     | Arnaud Démare                   | Michał Gołaś                       | Jhonatan Narváez                | Dries De Bondt                           | AG2R La Mondiale      | -                 |

Maglie indossate da altri ciclisti in caso di due o più maglie vinte
- Nella 2ª tappa Sam Bennett ha indossato la maglia verde al posto di Caleb Ewan.
- Nella 3ª tappa Arnaud Démare ha indossato la maglia verde al posto di Caleb Ewan.
- Nella 4ª tappa Amaury Capiot ha indossato la maglia verde al posto di Arnaud Démare.

## Classifiche finali

### Classifica generale - Maglia gialla
| Pos. | Corridore         | Squadra    | Tempo     |
| ---- | ----------------- | ---------- | --------- |
| 1    | Arnaud Démare     | Groupama   | 17h48'51" |
| 2    | Greg Van Avermaet | CCC        | a 20"     |
| 3    | Amaury Capiot     | Sport Vl.  | a 25"     |
| 4    | Florian Sénéchal  | Deceuninck | a 26"     |
| 5    | Clément Venturini | AG2R       | a 27"     |
| 6    | Andrea Vendrame   | AG2R       | s.t.      |
| 7    | Jasper De Buyst   | Lotto      | s.t.      |
| 8    | Jhonatan Narváez  | Ineos      | a 30"     |
| 9    | Romain Hardy      | Arkéa      | a 31"     |
| 10   | Oliver Naesen     | AG2R       | a 32"     |

### Classifica a punti - Maglia verde
| Pos. | Corridore         | Squadra    | Punti |
| ---- | ----------------- | ---------- | ----- |
| 1    | Arnaud Démare     | Groupama   | 74    |
| 2    | Caleb Ewan        | Lotto      | 45    |
| 3    | Sam Bennett       | Deceuninck | 45    |
| 4    | Greg Van Avermaet | CCC        | 15    |
| 5    | John Degenkolb    | Lotto      | 15    |

### Classifica scalatori - Maglia bianca
| Pos. | Corridore      | Squadra    | Punti |
| ---- | -------------- | ---------- | ----- |
| 1    | Michał Gołaś   | Ineos      | 38    |
| 2    | Tom Paquot     | Bingoal    | 36    |
| 3    | Carlos Canal   | Burgos-BH  | 26    |
| 4    | Scott Thwaites | Alpecin    | 26    |
| 5    | Zdeněk Štybar  | Deceuninck | 24    |

### Classifica giovani - Maglia rossa
| Pos. | Corridore        | Squadra    | Tempo     |
| ---- | ---------------- | ---------- | --------- |
| 1    | Jhonatan Narváez | Ineos      | 17h49'21" |
| 2    | Kevin Vermaerke  | Hagens     | a 2"      |
| 3    | Kevin Inkelaar   | Bahrain-M. | s.t.      |
| 4    | Kevin Geniets    | Groupama   | a 1'01"   |
| 5    | James Fouché     | Hagens     | a 1'20"   |

### Classifica a squadre
| Pos. | Squadra                    | Tempo     |
| ---- | -------------------------- | --------- |
| 1    | AG2R La Mondiale           | 53h27'59" |
| 2    | Bingoal-Wallonie Bruxelles | a 10"     |
| 3    | Groupama-FDJ               | a 1'49"   |
| 4    | Sport Vlaanderen-Baloise   | a 1'50"   |
| 5    | Lotto Soudal               | a 2'18"   |